# Ahmed Mohamed Islam
Ahmed Mohamed Islam (en somali : Sheekh Axmed Maxamed Islaam) alias Cheikh Ahmed Madobe ou Madobe, né en 1960, est le président de l'État Somalien du Jubaland.

## Biographie
Ahmed Mohamed Islam naît en 1960. Il appartient à la faction Mohamed Zuber du peuple des Ogaden. Son père est un cheikh conservateur prêchant un enseignement traditionnel. Son beau-père est le djihadiste turc Hassan Abdullah Hersi al-Turki (en).
Au début des années 1980, Madobe prend les armes contre le président Mohamed Siad Barre et rallie Al-Ittihad al-Islami, le premier groupe islamiste somalien. Actif dans la région de Ras Kamboni, Madobe devient un des chefs du groupe dans les années 1990. Le groupe se fait discret après une offensive éthiopienne en 1996 et la crainte de représailles américaines après les attentats des ambassades américaines en Afrique du 7 août 1998, mais il réapparaît en 2006 lorsque l'Union des tribunaux islamiques s'empare de Mogadiscio, la capitale somalienne. La même année, Madobe participe à la fondation du Harakat al-Chabab al-Moudjahidin. Il devient ensuite le vice-président du groupe, puis son chef militaire dans le sud de la Somalie.
Le 23 janvier 2007, Madobe est brièvement blessé au cours d'une offensive éthiopienne soutenue par les États-Unis. Les tribunaux islamiques sont rapidement évincés de Mogadiscio. Capturé par les Américains, Madobe est remis aux Éthiopiens. Selon une source diplomatique du Monde : « Il a été soigné, traité avec respect, comme un VIP, hébergé dans une villa confortable, débriefé par des hauts gradés de l’armée. Il en a gardé une grande reconnaissance pour les Ethiopiens, auxquels il restera fidèle ».
Madobe annonce alors faire repentance de son passé djihadiste. En 2009, il rencontre Mohamed Abdi Mohamed, le ministre somalien de la Défense. Madobe est ensuite libéré et prend la tête d'une faction du Hizbul Islam, avec laquelle il tente de prendre la ville de Kismaayo au Harakat al-Chabab al-Moudjahidin. Mais il est battu et retourne auprès de Mohamed Abdi Mohamed.
En septembre 2012, Madobe revient à Kismaayo avec une avant-garde de 600 hommes et combat aux côtés de l'armée kényane pour la reconquête de la ville. Madobe s'impose ensuite dans la région, il parvient à neutraliser les chefs de guerre et à pacifier Kismaayo, bien que les chebabs continuent de contrôler une large partie de la région. Le 5 mai 2015, Madobe rencontre le secrétaire d'État américain John Kerry à Mogadiscio. En août 2015, il est élu président du Jubaland par le Parlement, avec 90 % des voix.
Cependant Madobe demeure controversé, accusé de truquer les élections et de pourchasser les opposants. Le port de Kismaayo devient également la plate-forme régionale du trafic de charbon de bois, de drogue et d'armes à feu. Ses relations avec le président de la République, Mohamed Abdullahi Mohamed, deviennent également exécrables.
En novembre 2024, La Chambre des représentants du Jubaland a réélu Ahmed Madobe pour un troisième fois mandat comme président de l'état fédéral du Jubaland.